# 北海道浦河高等学校
北海道浦河高等学校（ほっかいどううらかわこうとうがっこう、Hokkaido Urakawa High School）は、北海道浦河郡浦河町にある公立（道立）の高等学校である。全日制総合学科。

## 沿革
- 1932年（昭和 7年） - 町立浦河実践女学校として開校
- 1936年（昭和11年） - 町立浦河実科高等女学校となる
- 1941年（昭和16年） - 町立浦河高等女学校と改称
- 1944年（昭和19年） - 北海道庁立に移管、北海道庁立浦河高等女学校と改称
- 1945年（昭和20年） - 空襲により校舎に爆弾が命中、損壊
- 1946年（昭和21年） - 父母と教師の会（PTA）結成
- 1946年（昭和21年） - 北海道立浦河高等女学校と改称
- 1948年（昭和23年） - 北海道立浦河高等学校と改称、男女共学となる
- 1948年（昭和23年） - 生徒会発足
- 1949年（昭和24年） - 定時制課程併設
- 1949年（昭和24年） - 三石町・様似町・幌泉町に分校を設置
- 1949年（昭和24年） - 定時制・水産科設置
- 1950年（昭和25年） - 北海道浦河高等学校と改称　水産科1学級設置
- 1950年（昭和25年） - 生徒寄宿舎完成
- 1951年（昭和26年） - 校歌制定
- 1952年（昭和27年） - 十勝沖地震により校舎崩壊
- 1952年（昭和27年） - 校章制定
- 1952年（昭和27年） - 水産科漁業実習船「あぽい丸」（初代）竣工
- 1952年（昭和27年） - 三石町・様似町・幌泉町の分校がそれぞれ北海道三石高等学校（1976年3月閉校）・北海道様似高等学校・北海道幌泉高等学校（現在のえりも高）として独立
- 1954年（昭和29年） - 新校舎落成
- 1956年（昭和31年） - 創立20周年記念式典挙行
- 1959年（昭和34年） - 水産科廃止　漁業課程新設
- 1960年（昭和35年） - 新実習船「あぽい丸」（二代目）竣工
- 1965年（昭和40年） - 工業科（電気科、機械科）併置
- 1966年（昭和41年） - 創立30周年記念式典挙行
- 1968年（昭和43年） - 定時制20周年記念式典挙行
- 1969年（昭和44年） - 漁業科閉科
- 1977年（昭和52年） - プール開き
- 1982年（昭和57年） - 浦河沖地震により校舎損傷
- 1983年（昭和58年） - 校舎改築落成・創立50周年記念式典挙行
- 1987年（昭和62年） - 定時制課程閉科
- 1992年（平成 4年） - 学校週5日制実施
- 1992年（平成 4年） - 創立60周年記念式典挙行
- 1993年（平成 5年） - 工業科閉科
- 1996年（平成 8年） - 新制服導入
- 1997年（平成 9年） - 習熟度別授業開始
- 2002年（平成14年） - 二学期制実施
- 2003年（平成15年） - 校舎改修落成・創立70周年記念式典挙行
- 2005年（平成17年） - 新体育館・柔剣道場完成
- 2012年（平成24年） - 北海道様似高等学校と再編統合、総合学科併置、新制服導入
- 2013年（平成25年） - エレベーター完成
- 2013年（平成25年） - 創立80周年記念式典挙行
- 2014年（平成26年） - 普通科閉科

## 出身者
- 小池聰行 - オリコン創業者
- 陸奥北海勝昭 - 大相撲力士、現世話人
- 岡潤一郎 - 騎手、中途退学
- 飯田馬之介 - アニメーション監督
- 田中光敏 - 映画監督
- 宮下ともみ - 女優

## 部活動

### 外局
- 吹奏楽局・・・・・・・・・【全道大会進出】H25 H26 H27 H29 R01 R03
- 放送局・・・・・・・・・・【全国大会進出】R01　【全道大会進出】H25 H26 H27 H28 H29 H30 R01 R02 R03
- 図書局・・・・・・・・・・【全道大会進出】R01

### 運動系
- 野球部・・・・・・・・・・【全道大会進出】H26 R06
- サッカー部・・・・・・・・【全道大会進出】H27 R01
- 陸上競技部・・・・・・・・【全国大会進出】H26 H29 R01  【全道大会進出】H25 H26 H27 H28 H29 H30 R01 R02
- ソフトテニス部・・・・・・【全道大会進出】H26 H27 H28 H29 H30 R01 R02 R03
- 硬式テニス部・・・・・・・【全道大会進出】H26 H27 H29
- 男子バレーボール部・・・・【全道大会進出】H25 H26 H27 H29 H30 R01
- 女子バレーボール部・・・・【全道大会進出】H27 H28
- 男子バスケットボール部・・【全道大会進出】H26 H28 H29
- 女子バスケットボール部・・
- バドミントン部・・・・・・【全道大会進出】H25 H26 H27 H28 H29 H30 R01 R02 R03
- 卓球部・・・・・・・・・・【全道大会進出】H25 H26 H27 H29 H30 R01 R02 R03
- 馬術部・・・・・・・・・・【全国大会進出】H25 H26 H27（個人全国優勝） H28 H29 H30 R01 R03
- 弓道部・・・・・・・・・・【全道大会進出】H26 H27 H28 H29 H30 R01 R02
- 柔道同好会・・・・・・・・【全道大会進出】H25 H26 H27 H28 H29 H30 R01 R02
- 剣道同好会・・・・・・・・

### 文化系
- 茶道部・・・・・・・・・・
- 合唱部・・・・・・・・・・【全道大会進出】H25 H27 H30
- 美術部・・・・・・・・・・【全道大会進出】H26 H27 H28 H29 H30 R01 R02
- 写真部・・・・・・・・・・【全国大会進出】H28 R01 R04【全道大会進出】H27 H28 H29 H30 R01 R02 R03
- 書道同好会・・・・・・・・【全道大会進出】H25 H26 H27 H28 H29 R02
- 簿記同好会・・・・・・・・【全道大会進出】H26 H27 H28 H29 H30